# Lata

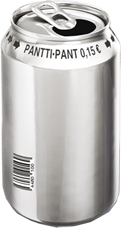
Una lata de aluminio

Una lata es un recipiente metálico usado como envase opaco para líquidos y productos en conserva. Los materiales de fabricación más habituales son la hojalata y el aluminio.

## Historia
La lata de conservas fue patentada en 1810 por Peter Durand, un inventor inglés. Como no estaba vinculado con la producción de alimentos Durand vendió su patente a Bryan Donkin y John Hall, estos iniciaron la fabricación comercial de enlatados alrededor de 1813 envasando alimentos para la Armada Británica.
En un principio las latas fueron selladas con soldadura de plomo, material de alta toxicidad. Famoso fue el caso de la expedición ártica de John Franklin en el que la tripulación fue víctima de envenenamiento, tras consumir alimentos enlatados durante tres años.
El primer abrelatas no fue inventado hasta 1855.[cita requerida]

## Características de las latas

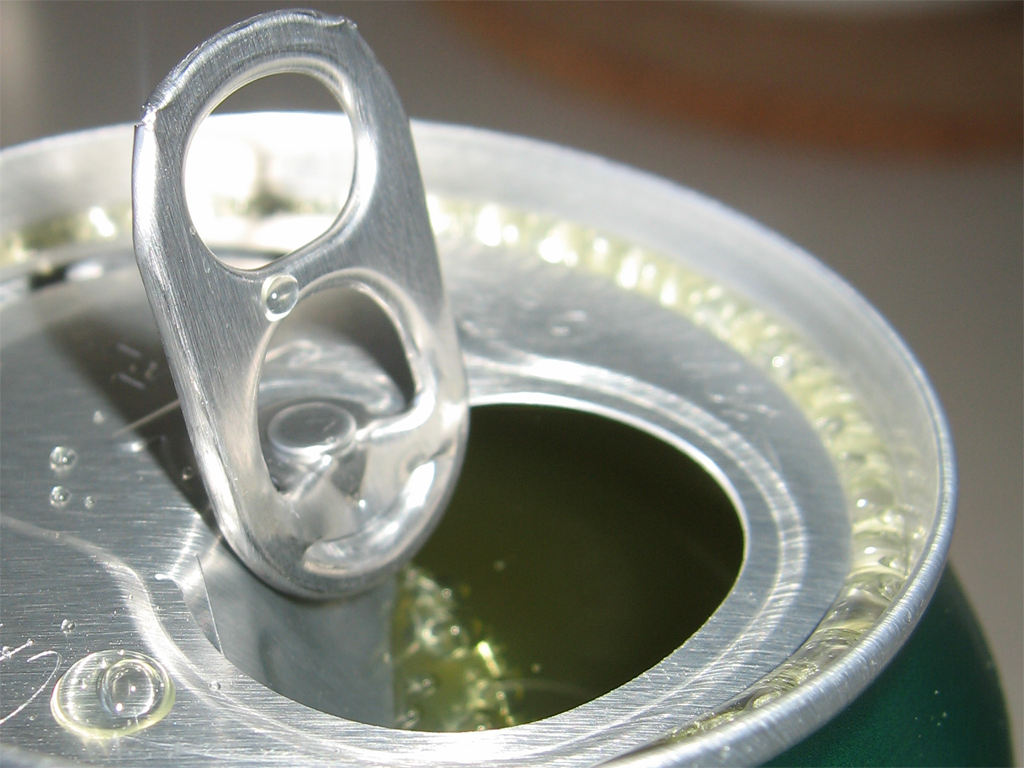
Anilla del tipo stay-on tab

Las latas se pueden fabricar de acero (antes generalmente llamado hojalata) o de aluminio. Dependiendo de la aplicación y la región es más habitual uno u otro tipo de metal. Generalmente para envases industriales -aceites-  o domésticos como pinturas, y de conservas se emplea el acero, para aerosoles se utilizan ambos metales, para envases semirrígidos se emplea exclusivamente el aluminio, y para latas de bebidas ambos, aunque el aluminio está actualmente sustituyendo al acero en Europa. Los envases metálicos tienen unas características idóneas para el envasado de alimentos.
- ligereza: espesores de 0,10 mm o menos
- herméticas: protegen del aire, oxígeno y bacterias que pueden contaminar el contenido.
- protección del contenido: estanqueidad y protección contra la luz
- rapidez de enfriamiento
- resistencia a la rotura
- inviolabilidad: no pueden abrirse sin que se aprecie que ha sido manipulada
- reciclabilidad: la lata es reciclable tanto por los sectores del acero como del aluminio; sin embargo, a día de hoy la tasa de recogidas es muy inferior a la de otros materiales como el papel y cartón
- decorable: pueden personalizarse mediante la impresión de litografías

## Lata de bebidas
La lata de bebidas tiene un origen relativamente reciente. La primera lata con tapa plana se lanzó en el año 1935 pero no es hasta la introducción de la tapa de apertura fácil en 1965 cuando inicia su despegue comercial. A finales de los años 1980, se presenta la anilla no desprendible stay-on tab, que es la más utilizada hoy en día. El auge de la lata como envase de bebidas se debe a sus numerosas ventajas para su distribución y consumo.
Entre las innovaciones técnicas incorporadas a las latas en las últimas décadas destaca la reducción del diámetro del cuello de la lata y por tanto de la tapa que supuso la reducción de hasta un 30% del peso de la tapa. Las actuales líneas de producción emplean materiales con una gran uniformidad de propiedades y un utillaje de alta precisión. Ello ha posibilitado la adopción de procesos más complejos de conformación que ha permitido combinar los procesos clásicos de fabricación con la posibilidad de variar la forma de la lata. Algunos diseños que ya se encuentran en los supermercados incorporan alguna de las siguientes innovaciones:
- Tapas higiénicas protectoras, que además impiden derramar el contenido y preservan el gas. (véase ejemplo en enlaces externos)
- formas en relieve
- marcas y logotipos estampados
- reproducción de formas alusivas al contenido como barril, vaso o botellas.

Otras novedades se dirigen a mejorar el manejo por parte del usuario. En este apartado se enmarcan las aberturas de mayor tamaño para poder verter mayor contenido de producto, lo que es muy apreciado por algunos grupos de consumidores como los aficionados a la cerveza.[cita requerida]
Dado el interés por las marcas de diferenciarse y de introducir elementos promocionales en el envase, es habitual encontrar latas con argollas de colores o con mensajes debajo de la tapa que solo se descubren al abrirla. De este modo, solo se obtiene la prueba de compra si se ha consumido el producto. La técnica se realiza mediante impresión de tinta o estampación a alta velocidad sin necesidad de ralentizar la línea. La anilla de color diferencia el producto coordinándose con la imagen de marca y sirve también como prueba para concursos y promociones.

## Latas para alimentos
Las latas también son utilizadas para la conserva de múltiples alimentos. Dadas las características que poseen los envases metálicos son idóneas para la conservación y posterior consumo humano. Entre los alimentos que podemos encontrar en lata, destacan:
- Cualquier tipo de conserva
- Aceite
- Aceitunas
- Embutidos
- Productos cárnicos
- Especias
- Frutas

## Consejos de reciclaje
De acuerdo a las ventas de productos enlatados, la cantidad de envases vacíos que se recupera para reciclado, es muy reducida. ¿Por qué no se recaba una mayor cantidad de latas vacías para ser recicladas? Seguramente se debe a la falta de conciencia ecológica, la cual nos enseña a respetar y cuidar el medio ambiente y nos enseña de qué manera reconocer, clasificar, reutilizar o reciclar los diferentes desechos de acuerdo al material que los conforma.
Las latas de aluminio se identifican fácilmente ya que son las que contienen refresco o cerveza. Tienen un anillo en la parte superior para abrirlas, no lo despegues ya que contiene el mismo valor para acumular kilos al igual que la lata.
Al llevarlas a tu centro de acopio deben estar limpias, sin residuos de bebida ya que al tenerlas almacenadas pueden producir hormigas u otros animales y además generar mal olor.
Las latas de bebidas tienen un peso aproximado de 15 gramos, se necesitan 67 latas para obtener un kilo.
Produciendo latas con aluminio reciclado, reduciríamos la contaminación del aire ocasionada por su producción en un 95%.
Recomendaciones
- Consumir preferentemente productos con envases retornables.
- Evitar las latas y procurar consumir comida fresca.
- Solicitar contenedores para latas y reciclémoslas, en especial, las de aluminio.
- El mejor reciclaje es aquel que no llega a producirse. Evitar la adquisición de productos con envase metálico si no resulta estrictamente necesario.

Por cada tonelada de acero usado que reciclamos, ahorramos una tonelada y media de mineral de hierro y unos 500 kilogramos de carbón. Si hablamos de energía, el ahorro es del 70%. El agua utilizada se reduce en un 40%  ya que en México se consume 20 millones de latas de aluminio diariamente y una persona tira un aproximado de 10 kilos de lata al año

## Lata y arte

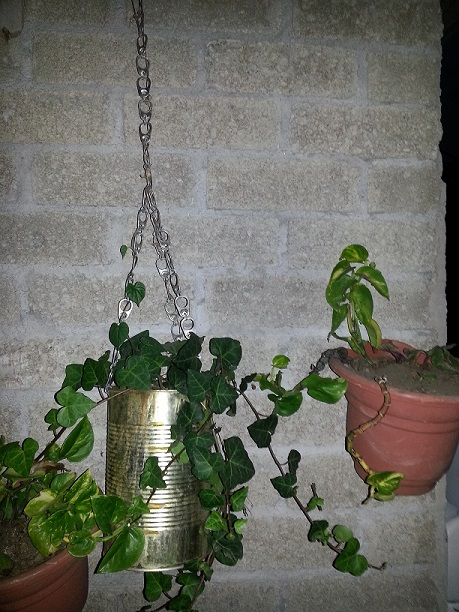
El reciclaje permite un uso distinto al que tenía la lata originalmente.

Por su ligereza,  la lata es uno de los materiales más duraderos y flexibles por lo que resulta un material apto para el arte. Hay técnicas muy simples. Desde, hacerle agujeros en la parte inferior a latas, para que sirvan de macetas. Cierto tipo de latas es reutilizable como envase para otros productos gracias a que tienen una tapa plástica o del mismo material metálico que cierra a presión. Las herramientas pueden conseguirse en una tienda de manualidades, así como los adhesivos  fuertes y flexibles.